# SN 2007nj
SN 2007nj – supernowa typu Ia odkryta 11 października 2007 roku w galaktyce A025227+0015. W momencie odkrycia miała maksymalną jasność 21,90m.